# Papy fait de la contrebande
Papy fait de la contrebande (France) ou On trouve de tout, même un pays (Québec) (Midnight Rx) est le 6e épisode de la saison 16 de la série télévisée d'animation Les Simpson.

## Synopsis
M. Burns décide de limiter (sinon supprimer) la distribution gratuite de médicaments pour les employés pour des raisons d'économie. Homer et Abraham décident de faire de la contrebande en achetant des médicaments au Canada en se servant d'une fausse carte de sécurité sociale canadienne.
Ils sont rejoints par Ned Flanders qui a besoin d'insuline pour son fils Rod, et Apu de médicaments pour ses huit enfants. Lors du voyage de retour ils sont découverts et arrêtés. Ils sont assez vite libérés mais ils n'ont plus l'autorisation d'entrer au Canada.
Smithers ne parvient plus à se fournir en médicaments pour sa thyroïde. M. Burns décide alors d'aider Homer et Abraham à poursuivre leur contrebande à l'aide d'un avion en bois des années 1930 appartenant à Burns. De retour à Springfield, l'avion surchargé s'écrase en plein centre-ville, Burns réussissant à se sauver avant le crash en sautant en parachute. Homer et Abraham sont alors arrêtés par la police. Mais, faisant face à des manifestations de soutien à travers tout Springfield, ils sont relâchés. Après avoir finalement réussi à sauver Smithers, Burns décide de renouveler la distribution de médicaments pour les employés à plein temps.

## Références culturelles

Implantation de la couverture sanitaire universelle à la surface du monde. Les plus voisins des USA sont : au nord celui du Canada, et au sud celui de Cuba. Mais il est connu qu’au Mexique les médicaments et les frais médicaux sont moins chers (c’est pourquoi Homer s’est déguisé en mexicain pour passer la frontière)

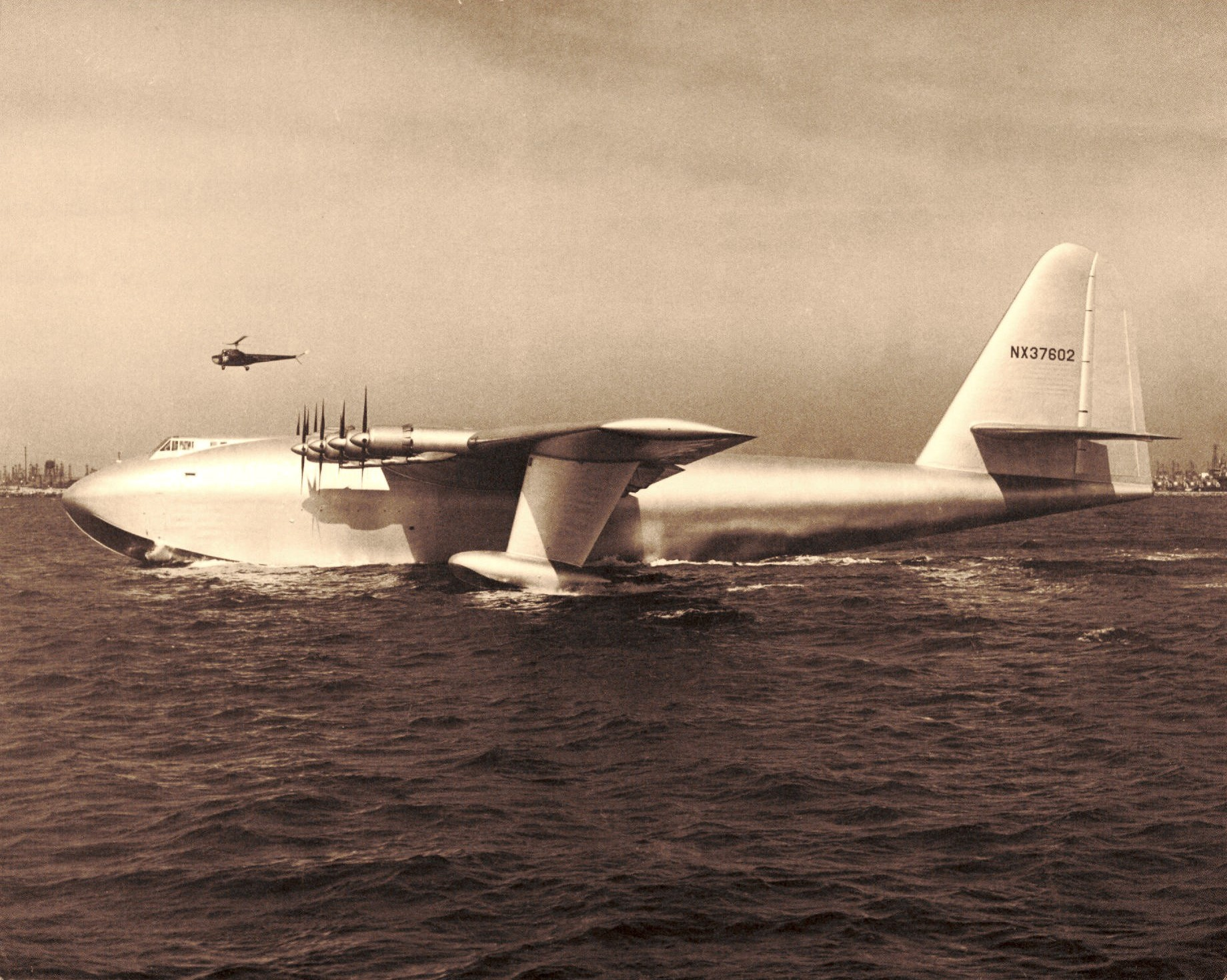
Le Spruce Goose ("Oie de Sapin") de Howard Hughes, le plus grand bateau volant jamais construit (plus de 97 m d’envergure, 8 moteurs de 3 000 CV chacun) a fait un bref vol d'essai en 1947. Son prédécesseur, le Pélican de Contreplaqué de M. Burns, quoique plus modeste, a dû être refusé par Goering, le chef de la Luftwaffe, puisque "le Fuhrer m’a viré" avoue M. Burns